# 鄭泰信
鄭 泰信（チョン・テシン、1892年 - 1923年）は、朝鮮の独立運動家、革命家。

## 人物
大韓帝国で教育を受けた後、1914年に大阪に渡り、アナーキストの横田淙次郎の協力により、大阪在住の朝鮮人労働者の相互扶助団体である朝鮮人親睦会を設立した。これは日本初の朝鮮人労働者の団体であったが、ほどなく運営を羅景錫に託して中国に渡った。三・一運動の後に朝鮮に戻り、朝鮮労働共済会で金若水とともに幹部として活動、1921年には日本で「大衆時報社」を設立、社会主義雑誌『大衆時報』を刊行した。1922年にはコミンテルンの指導の下、旧イルクーツク派と旧上海派の高麗共産党統合にむけた会議がロシアのベルフネウジンスク（現ウラン・ウデ）で開催されると、朝鮮人共産主義者を代表して参加した。1923年に釜山で不慮の事故により落命した。